# Малишевский, Евгений Иеронимович
Евгений Иеронимович (Иероникович) Малишевский (1924—2005) — советский учёный и конструктор морской артиллерийской техники. Лауреат Ленинской премии и Государственной премии СССР.

## Биография
Родился 1 января 1924 года в Петрограде.
В 1951 году окончил Ленинградский механический институт (ныне Балтийский государственный технический университет им. Д. Ф. Устинова — «Военмех»).
Участник Великой Отечественной войны.
Работал в конструкторского бюро «Арсенал» имени М. В. Фрунзе с 1949 года. Прошёл путь от чертежника до главного конструктора артиллерийского направления.
С 1949 по 1960 годы занимался конструированием артиллерийской техники. С 1960 по 1967 годы возглавлял отделение двигательных установок в должности заместителя главного конструктора.
Умер в 2005 году. До последнего дня жизни трудился над созданием новых образцов универсальных корабельных автоматизированных артиллерийских установок.

## Разработки
- При непосредственном участии и руководстве Евгения Иеронимовича Малишевского коллективом КБ «Арсенал» были созданы универсальные морские артиллерийские установки калибром 57-130 мм — АК-725, АК-726, АК-100, АК-130[2] и другие, которыми вооружены боевые надводные корабли отечественного ВМФ.
- Малишевский проявил свои способности не только в деле создания морской артиллерии, но и в ракетном двигателестроении. Под его руководством были выполнены первые разработки крупногабаритных маршевых ракетных двигателей твердого топлива (РДТТ) — 15Д24, 15Л27, 15Д92 для ракет РТ-2 и РТ-15. РДТТ 15Д27 и 15Д92 были доведены до летных испытаний, а двигательная установка 15Д27 была полностью отработана и прошла летные испытания[3].

## Награды и звания
- Награждён орденами и медалями.
- Лауреат Ленинской премии (1988) и Государственной премии СССР (1968).